# Villers-en-Ouche
Villers-en-Ouche foi uma comuna francesa na região administrativa da Normandia, no departamento Orne. Estendia-se por uma área de 11 km². Em 2010 a comuna tinha 351 habitantes (densidade: 31,9 hab./km²).
Em 1 de janeiro de 2016, passou a formar parte da nova comuna de La Ferté-en-Ouche.